# Phoenix Roadrunners

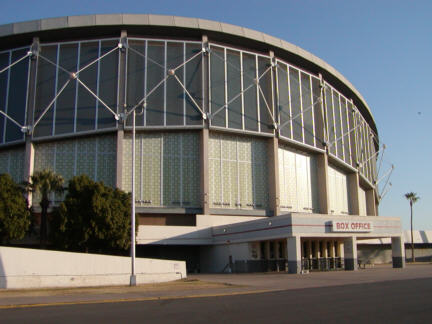
Arizona Veterans Memorial Coliseum där Roadrunners spelade sina hemmamatcher.

Phoenix Roadrunners var en professionell ishockeyklubb i Phoenix, Arizona, som spelade i World Hockey Association från 1974 till 1977. Under lagets tre år i ligan gick man till slutspel två gånger.
Det har även existerat ett flertal lag i farmarligorna som har haft samma namn, både före och efter WHA-laget.